# Microsoft Expression Web
Microsoft Expression Web (nazwa kodowa Quartz) – edytor HTML w trybie WYSIWYG i główny program wydany przez Microsoft do projektowania stron internetowych, zastępujący Microsoft FrontPage. Jest częścią pakietu Expression Studio.
Expression Web jest odpowiedzią na zapotrzebowanie profesjonalnych webmasterów szukających wysokiej jakości programu do tworzenia stron dla firm. Program obsługuje XML, CSS 2.1, ASP.NET 2.0, XHTML, JavaScript i inne technologie używane do projektowania stron bardziej dynamicznych, interaktywnych i łatwiejszych w nawigacji. Wymaga środowiska .NET Framework 2.0. (oraz .NET Framework 3.0 i 3.5 dla Expression Web 2)
W maju 2008 roku pojawiła się druga wersja programu Expression Web.
Ostatnią wersją programu jest wersja 4. Jest ona udostępniona bezpłatnie.

## Wydania

### Wersja 1
Pre-Beta
- Build 4017.1004 - CTP 1 - 14 maja 2006 Pierwsze publiczne udostępnienie programu.

Beta
- Build 4407 - Beta 1 - 5 września 2006.

Final
- Build 4518 - Final - 4 grudnia 2006.

### Wersja 2
Final
- Build 2008.1200.4518.1084 - Final - 1 maja 2008.

### Wersja 4
Final
- Build 4.0.1165.0 - Final - 7 czerwca 2010.